# Chris Maxwell
Christopher Ethan Maxwell, detto Chris (St Asaph, 30 luglio 1990), è un calciatore gallese, portiere dell'Huddersfield Town.

## Palmarès

### Club

#### Competizioni nazionali
- FA Trophy: 1

Wrexham: 2012-2013